# Возвращение государственной власти Императору
Возвраще́ние госуда́рственной вла́сти Импера́тору (яп. 大政奉還 тайсэй хокан) — передача 15-м сёгуном Токугавой Ёсинобу всей полноты власти в государстве Императору Японии. Состоялась 9 ноября 1867 года. Ратифицирована Императором на следующий день. Положила конец 265-летнему правлению рода Токугава в стране и ознаменовала конец 500-летнего господства самураев в Японии. Одно из эпохальных событий в истории Японии.

## История
Идея возвращения сёгуном государственной власти Императору принадлежала представителям княжества Тоса. Среди оппозиционных сил, которые возглавлялись оппозиционными княжествами Сацума и Тёсю, выступавших за ликвидацию сёгуната, это княжество занимало умеренную позицию. Оно пыталось оставить за сёгуном ведущую роль в управлении страной путём формального возвращения власти Императору. Планировалось создание нового правительства во главе с сёгуном, в которое вошли бы столичные аристократы и Императорские представители. Впервые эта идея была высказана опальным самураем княжества Тоса Сакамото Рёмой в июле 1867 года и позже была взята на вооружение чиновниками этого княжества.
В начале октября того же года советник княжества Тоса по политическим вопросам Гото Сёдзиро обговорил идею возвращения власти Императору с младшим старейшиной сёгуната Нагаи Наоюки. 29 октября 1867 года на основе обсуждения был составлен план действий, одобренный старейшиной Итакурой Кацукиё и предложенный 15-му сёгуну Токугаве Ёсинобу от имени правителя княжества Тоса Ямаути Тоёсигэ. 1 ноября подобное предложение преподнёс также правитель княжества Хиросима. Для принятия решения сёгун созвал совещание старейшин и советников в Киото, которое провели 8 ноября. На следующий день, 9 ноября, в замке Нидзё он огласил, что возвращает государственную власть Императору Японии и передал свою просьбу об отставке Императорским послам Хино Сукэмунэ и Асугаи Масанори.
Сёгун отрёкся от власти и должности в сложных условиях: оппозиция набирала силы и для её сдерживания не хватало политических средств. Он надеялся, что, по возвращении власти Императору, сёгунат будет ликвидирован, но род Токугава останется руководителем страны на должности премьер-министра нового самурайско-аристократического правительства.
Надежды сёгуна похоронила оппозиция во главе с княжеством Сацума и княжеством Тёсю. 9 ноября она получила от Императорского двора тайный рескрипт о наказании сёгуната. Несмотря на ратификацию прошения сёгуна 10 ноября, оппозиционеры смогли за полтора месяца нейтрализовать про-сёгуновскую партию аристократов в окружении Императора и 3 января 1868 года совершили государственный переворот. Они провозгласили реставрацию прямого Императорского правления и создали собственное правительство без сёгуна.